# Inga Junghanns
Inga Junghanns (født Meyer) (9. marts 1886 i København, død 25. april 1962 på Sundby hospital) var en dansk oversætter af litteratur fra tysk og fransk til dansk. Hun blev kendt for at oversætte Rainer Maria Rilkes eneste roman ‘Malte Laurids Brigges Optegnelser’ til dansk og for sin mangeårige brevveksling med Rilke.

## Opvækst og ungdom
Inga Junghanns voksede op i København. Formentlig omkring 1912 flyttede hun til München i Tyskland, hvor hun blev gift med maleren og grafikeren Reinhold Rudolf Junghanns (1884-1967). I begyndelsen af 1920’erne flyttede de tilbage til Danmark, dog med jævnlige ophold i Tyskland.

## Mødet og samarbejdet med Rainer Maria Rilke
Ægteparret mødte Rainer Maria Rilke i München gennem fælles venner. I begyndelsen af 1916 blev Rilke indkaldt til militærtjeneste, og da hans tjeneste ophørte senere på året, var Junghanns og hendes mand flyttet til Schweiz. Junghanns og Rilke fortsatte med at udveksle breve, postkort og telegrammer, og korrespondancen er udgivet på Insel Verlag. Den indeholder ikke samtlige af Junghanns’ breve til Rilke. En anmelder skrev følgende: “Ideally, a complete reproduction of the letters of Inga Junghanns would have been desirable; but the publishers, one guesses, decided that a complete edition would be impracticable.” Rilke-forskningen henviser ofte til denne brevveksling, da den giver et fint indblik i Rilkes tænkning og blik på sit eget værk. Brevvekslingen er aldrig oversat til dansk.
Kort tid efter deres første møde i München begyndte Inga Junghanns at oversætte Rilkes eneste roman, 'Malte Laurids Brigges Optegnelser' fra 1910, til dansk. Hun havde ikke fået tilladelse fra Rilke og fortalte ham først om det i et brev fra april 1917, da hun næsten var færdig. I et svar fra begyndelsen af maj 1917 skriver Rilke bl.a.: "At De oversætter min Malte – ja, nærmest allerede har oversat den! Jeg nærer fuld tillid til Deres foretagende og beder Dem om at færdiggøre det i rolig forvisning om denne tillid. Hvilken begivenhed for denne bog. Tænk: Den bliver dermed ophøjet i sin imaginære hjemstavn, og det bliver på sin vis en prøve på dens ægthed, om den dér på ren og naturlig måde kan flyde ind i sine navne og figurers sprog." Rilke gav Junghanns tilladelse til at udgive oversættelsen i Danmark, men af forskellige grunde udkom bogen først året efter Rilkes død, i 1927. Rilke havde lært dansk for at kunne læse J. P. Jacobsens 'Niels Lyhne', og hans forskellige kommentarer til Junghanns’ oversættelse har været af stor interesse for Rilke-forskere.

## Tiden efter Rilke
Junghanns fik kun oversat et beskedent antal bøger, men pga samarbejdet med Rilke er hendes navn blevet stående i litteraturhistorien. Udover Laurids Brigge har hun også oversat Rilkes essay om Auguste Rodin til dansk . ‘Malte Laurids Brigges Optegnelser’ er senere blevet genoversat af Karsten Sand Iversen.
Efter at Inga Junghanns var vendt tilbage til Danmark, følte hun sig ikke længere hjemme i sit hjemland. Hun følte en "åndelig ensomhed" her og følte sig mere og mere forbundet med Tyskland. I 1923 skrev hun: "Enhver venden tilbage til Tyskland viser mig, hvor fuldstændigt jeg nu hører til dér, sådan som jeg er nu: ikke tysk, ikke dansk; ikke kvinde, ikke mand; gift og ikke-gift; ikke kristen, ikke jøde; ikke gammel, ikke ung. Og så alligevel: på trods af hele denne ikke-væren helt midt ind i livet, dette vidunderlige overraskelsesskrin, når først man har fundet nøglen til dets dybeste skatte."
Ægteskabet med Reinhold Rudolf Junghanns blev opløst i januar 1925. I 1930 deltog Inga Junghanns i kongressen for Verdensligaen for Seksualreform (WLSR) i Wien. I foråret 1932 var hun igen i Berlin og talte med skuespillerinden Charlotte Charlaque om den kønsskifteoperation, hun havde gennemgået i mellemtiden. Som sædvanlig, når hun var i Berlin, boede Inga Junghanns også ved denne lejlighed på Magnus Hirschfelds Institut for seksualvidenskab. I begyndelsen af 1930'erne talte hun gentagne gange for kvinders ret til abort i artikler i den skandinaviske dagspresse. 
Inga Junghanns døde den 25. april 1962 på Sundby hospital, 76 år gammel. Hun blev så vidt vides bisat på de ukendtes kirkegård.